# Mastomys
Mastomys é um género de roedor da família Muridae.

## Espécies
- Mastomys awashensis Lavrenchenko, Linkhnova & Baskevich, 1998
- Mastomys coucha (Smith, 1834)
- Mastomys erythroleucus (Temminck, 1853)
- Mastomys huberti (Wroughton, 1908)
- Mastomys kollmannspergeri Petter, 1957
- Mastomys natalensis (Smith, 1834)
- Mastomys pernanus (Kershaw, 1921)
- Mastomys shortridgei (St. Leger, 1933)